# Nysa-Familie
Die Nysa-Familie (FIN 405, früher als Hertha-Familie bezeichnet) ist eine Asteroidenfamilie, die Teil des Nysa–Polana-Komplexes ist. Der Nysa–Polana-Komplex ist einer der größten Cluster von Asteroidenfamilien im Asteroidengürtel. Die Nysa-Familie liegt im inneren Hauptgürtel mit einer Entfernung zwischen 2,41 und 2,5 Astronomischen Einheiten zur Sonne. Die Exzentrizität liegt zwischen 0,12 und 0,21 und die Bahnneigung zwischen 1,4 und 4,3 Grad. Die Familie ist nach dem größten Mitglied, (44) Nysa benannt, die frühere Bezeichnung stammte vom Asteroiden (135) Hertha.

## Unterteilung
Die Nysa-Familie besteht aus Gesteinsasteroiden im Nysa–Polana-Komplex. Ebenfalls Teil dieses Komplexes ist die kohlenstoffhaltige Polana-Familie. Die Asteroiden der Nysa-Familie sind heller und meist Asteroiden vom S-Typ. Im Gegensatz dazu sind die Asteroiden der Polana-Familie, die nach (142) Polana benannt ist, dunkle Asteroiden (geringeres Albedo) vom F-Typ. Kürzlich wurde die Eulalia-Familie als weitere Unterfamilie des Nysa–Polana-Komplexes identifiziert.:4,8

## Asteroiden
Folgend einige Asteroiden der Nysa-Familie
| Name               | a     | e     | i      |
| ------------------ | ----- | ----- | ------ |
| (44) Nysa          | 2,423 | 0,149 | 3,703° |
| (135) Hertha       | 2,428 | 0,206 | 2,306° |
| (142) Polana       | 2,418 | 0,136 | 2,238° |
| (750) Oskar        | 2,444 | 0,130 | 3,952° |
| (2984) Chaucer     | 2,470 | 0,135 | 3,054° |
| (2391) Tomita      |       |       |        |
| (2509) Chukotka    |       |       |        |
| (2710) Veverka     |       |       |        |
| (3048) Guangzhou   |       |       |        |
| (3069) Heyrovský   |       |       |        |
| (3172) Hirst       |       |       |        |
| (3467) Bernheim    | 2,409 | 0,149 | 4,112° |
| (3952) Russellmark |       |       |        |
| (4797) Ako         |       |       |        |
| (5075) Goryachev   |       |       |        |
| (5394) Jurgens     |       |       |        |
| (7629) Foros       |       |       |        |
| (7655) Adamries    |       |       |        |
| (7866) Sicoli      | 2,428 | 0,210 | 3,480° |
| (9922) Catcheller  | 2,402 | 0,190 | 2,492° |

2018 wurde der Asteroid (101955) Bennu, der möglicherweise Teil der Polana-Familie ist, von der Raumsonde OSIRIS-REx besucht.